# همدم الملوك
همدم الملوك (بالفارسية: همدم‌الملوک؛ تُوفيت حوالي عام 1879) كانت ابنة رئيس الوزراء أمير كبير وزوجته الثانية عزت الدولة.

## السيرة
بموجب مرسوم عمها ناصر الدين شاه قاجار، تزوجت من أحد أبنائه، مسعود ميرزا ظل سلطان. أنجب الزوجان عدة أطفال: سلطان حسين ميرزا جلال الدولة [الإنجليزية]
، كوكب السلطانة، شوكة السلطانة، وعزيز السلطانة.
تُوفيَت همدم الملوك في سن مبكرة سنة 1296هـ (حوالي 1879م). وبحسب النص الموجود على شاهد قبرها، فإن وفاتها حدثت في سن 31 عامًا بسبب المرض. دُفنَت في ضريح مليء باللوحات الرائعة والأعمال الجصية في حي حسن آباد في أصفهان، بالقرب من ضريح الإمام زاده أحمد. يقال إن هذا المكان الهادئ للراحة كان ملاذًا مفضلًا لناصر الدين شاه.